# Newton Bonin
Newton Bonin (Curitiba, 29 de agosto de 1960), é um empresário e político brasileiro filiado ao União Brasil.

## Carreira política
Nas eleições de 2022, Newton Bonin foi candidato a deputado federal pelo Paraná e obteve 53.650 votos, ficando como suplente pelo União Brasil.
Assumiu o mandato de deputado federal em 28 de agosto de 2024, em substituição a Geraldo Mendes, titular da cadeira pelo União Brasil. Permaneceu no cargo até 26 de dezembro de 2024, quando Mendes retornou ao exercício do mandato.